# دانيال كامارغو باربوسا
دانيال كامارغو باربوسا  (بالإسبانية: Daniel Camargo) (من مواليد 22 يناير 1930 في كولومبيا، وتوفي 13 نوفمبر 1994 في الإكوادور) ، كان سفاحا كولومبيا مختل نفسيًا. اغتصب وقتل أكثر من 150 فتاة قاصر في كولومبيا والإكوادور بين عامي 1974 و1986.